# Film+
A Film+ az RTL Magyarország első 24 órás filmcsatornája. Közvetlen konkurenciája a TV2 Csoporthoz tartozó Mozi+ nevű filmcsatorna.

## Története
A csatorna 2003. szeptember 15-én kezdte meg működését F+ néven. 2004. szeptember 4-én vette fel jelenlegi nevét, ezzel egyidőben az M+ és Humor 1 egyesült Cool néven. Azóta az egyik legnézettebb kábeltelevíziós csatorna, a Coollal versenyben. Több mint 2,5 millió háztartásban érhető el.
Társcsatornája a Film+ 2 volt, amely 2008. április 2-án indult. Ez eredetileg nőknek készült, vígjátékokkal, érzelmes filmekkel és szerelmi drámákkal, majd később leginkább kevésbé ismert vagy kultikusnak számító filmeket kezdett sugározni. A Film+ 2 2017. július 3-án megszűnt, helyét az RTL Gold vette át, amely teljesen más programstruktúrával rendelkezik.
2007. szeptember 15-től 2014. december 31-ig a Coollal együtt a román korhatár-besorolásokat alkalmazta.
2011. július 28-án másik 6 IKO-s csatornával együtt megvásárolta a luxemburgi székhelyű RTL Csoport.
2012. december 18-án a Coollal és a Film+ 2-vel együtt szélesvászonra váltott.
2014. december 1-jén, az arculatváltással egyidőben elindult a csatorna HD verziója, kezdetben csak tesztként. Székhelye 2015. január 1-től Luxemburg lett, és ekkor hivatalosan is elindult a HD adás. 2015 márciusa óta az új székhely ellenére az RTL kábelcsatornái a magyar korhatárkarikákat használják.

### Arculata
A csatorna első arculata (2004-től 2008-ig) egy forgó pajzsba vájt plusz jelből, a csatornalogót felépítő animációból (először egy nagyméretű kisbetűs f mellett a pluszos pajzs egy forgó-íves animációban jelent meg, majd ezután jelent meg  forgóajtószerűen a szó többi része; ezzel is érzékeltetve azt, hogy a Film+ az F+ utódja) és az anyaadó (RTL [Klub]) több korábbi arculatából ismert tűzmotívumból tevődik össze, a reklám- és ajánlóinzertek bal oldalán a háttér többféle színből állt. 
2004-től 2007-ig, amikor először használtak magyar korhatárkarikákat, akkor még az F+-tól átvett korhatáridenteket használták, 2007. szeptember 15-től viszont bevezettek egy új, háromnyelvű korhatáridentet (magyar-angol-román sorrendben), amiben a csatornalogó kicsiben a forgó-íves animációt mutatta, a háttérben pedig jobbról balra csúszott be nagyban, a jobb felső sarokban pedig a román korhatárjelzést mutatta, mivel a csatornát a Coollal együtt átjegyezte az akkori tulajdonos, az IKO Romániába és 2015-ig az ottani korhatárbesorolásokat alkalmazta.
Első nagyobb logó- és arculatváltása - egy évvel a román korhatárkarikák alkalmazása után -  2008. szeptember 15-én volt, amelyet a Film+ 2 is átvett, és amelyet az argentín Punga TV terveztett. 2010-ben bevezették hozzá a realisztikus elemeket, amelyekben a csatorna logója szerepel ráégetve néhány tárgyban.
2011. május 27-én az akkori tulajdonos, az IKO bejelentette az újabb arculatváltást. A közlemény: „A Film+ és a Film+ 2 együttese teszi teljessé az IKO kábelcsoport filmcsatorna portfólióját és hogy ezt az egységet még egyértelműbbé tegyük nézőink számára, 2011. május 27-én, pénteken 21.05-től mindkét csatornán egyszerre vezetjük be az új, nemzetközi filmcsatornákkal is versenyképes képernyős arculatunkat. Így küllemében is egy modern és energikus csatorna-páros nyújt majd választási lehetőséget a férfias illetve nőies-családias tartalomra vágyó nézőknek.”
2014. december 1-jén 08:57-kor a csatorna immáron harmadik alkalommal váltott arculatot és logót, a Play Dead Studio által tervezve.
2025. február 6-án 05:00-kor, 10 év után a csatorna új arculatot kapott, s vele együtt megszűnt a csatorna HD jelzése is (néhány perc erejéig nem volt se logó, se korhatárjelzés a sarokban, hasonlóan az RTL+, mint tévécsatorna RTL Háromra történő név- és arculatváltásához). Az arculat megtartotta a zenéket és az alapstílust (világoskék alapszín, néhány identben absztrakt formák) az előző, 10 évig használt arculatból, de felújította azokat és kiegészítette őket a csatornán futó filmek zsánereit bemutató grafikákkal.
A csatorna reklámidejét az RTL Saleshouse értékesíti.

## Műsorstruktúra
A televízión B osztályú amerikai akciófilmek, thrillerek, sci-fi, horror és lebilincselő bűnügyi történetek láthatóak és olyan filmek, melyeket az RTL nem tudott leadni, mert túl alacsony színvonalúak vagy szűk réteget érdekelnek. A csatorna filmkínálatában jelenleg a legsikeresebb mozifilmek találhatóak meg. Az akciófilmek, sci-fik közül: Terminátor – A halálosztó, Red, A specialista, A hatodik napon, X-Men – A kívülállók, Elrabolva. A vígjátékok, romantikus filmek közül pedig: A randiguru, Ishtar, Folt a zsákját, Nemzetbiztonság Bt., Totál beépülve, Zseni az apám.
A csatorna – az RTL Csoport több csatornáihoz hasonlóan – a Gaumont, a Lions Gate Entertainment, a StudioCanal, a Walt Disney Pictures és a Warner Bros. filmjeit sugározza, de műsorra kerül néhány 20th Century Studios, Sony Pictures és Universal Pictures produkció is.

## Nézettség
A csatorna a célcsoportjában, a 18 és 49 éves kor közti nézőknél 2007 októberében még két százalék alatt volt, de 2008 márciusára már három százalék fölé ment. A Film+ 2009 elején a kábelre vagy digitális vételre előfizető fiatal felnőttek körében közönségarányával az M1-et is megelőzte.

## Vétel
A csatorna Magyarországon kívül Romániában, Szlovákiában és Szerbiában is elérhető. Magyarországon minden jelentősebb szolgáltató kínálatában megtalálható akár HD minőségben is.

## Csehországban
Csehországban is működik egy azonos nevű csatorna, azonban a két csatorna mind arculatilag, mind műsorrendileg teljesen eltérő.[forrás?]  A cseh verzió 2005. február 6-án indult el. Kezdetben a tulajdonos az IKO TV Central Europe volt. 2013-ig a Magyarországon is látható inzerteket használta. 2015 februárjában a csatornát megvásárolta az AMC Networks.

## Logói

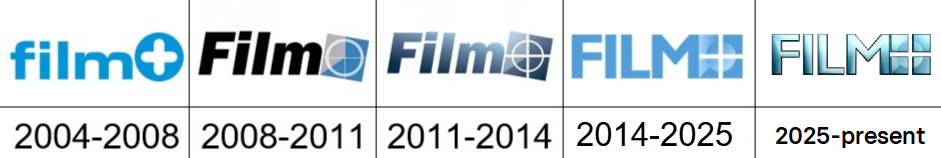
A Film+ logói a kezdetektől a mai napig

A Film+ HD logója (2014-2025)